# グアダラハラ (スペイン)
グアダラハラ（スペイン語: Guadalajara）は、スペイン・カスティーリャ＝ラ・マンチャ州グアダラハラ県のムニシピオ（基礎自治体）。グアダラハラ県の県都である。マドリードの北東約60 kmに位置する。2021年の人口は87,064人。

## 歴史
イベリア人によって築かれ、ローマ人が接触したときにはアリアカと呼ばれていた。カラカという名前でローマ属州ヒスパニア・タラコネンシスに編入された。アラブ人の支配下では、ワーディー・アル・ヒジャーラ（アラビア語：وادي الحجارة、「石の谷」の意）と呼ばれた。
1936年7月に発生したスペイン内戦では、同年8月上旬に反乱軍がグアダラハラに迫り市内の占拠に至った。

## 地理

### 位置
グアダラハラはイベリア半島の中央部、タホ川の支流であるハラマ川の支流エナーレス川の谷に位置する。マドリード都市圏（首都圏）の東部に位置し、マドリードから同自治体までの間のエナーレス回廊と呼ばれる工業地帯の経済的な中心である。

### 地区
面積は235.51 km²で、自治体は7つの地区に分けられる：中心市街地のグアダラハラ地区とイリエーパ、タラセーナ、バルデノーチェス（1969年創設）とマルチャマーロ、カバニージャス・デル・カンポ、フエンテライゲーラ・デ・アルバタヘス、マラガ・デル・フレスノ、フォンタナールの各自治体によって囲まれ飛び地となっているウサーノス（1973年創設）の4小地区と、チロエーチェスとまたがって造成された新興団地地区のベジャビスタとエル・クラビンである。1999年に、1973年以降グアダラハラ市街地区と一緒になったマルチャマーロが分離し自治体となったため、自治体の領域は一体性を喪失、ウサーノス地区が飛び地となった。

### 人口
| グアダラハラの人口推移 1900－2010 |
|                                   |
| Template:人口推移グアダラハラ     |

## 経済

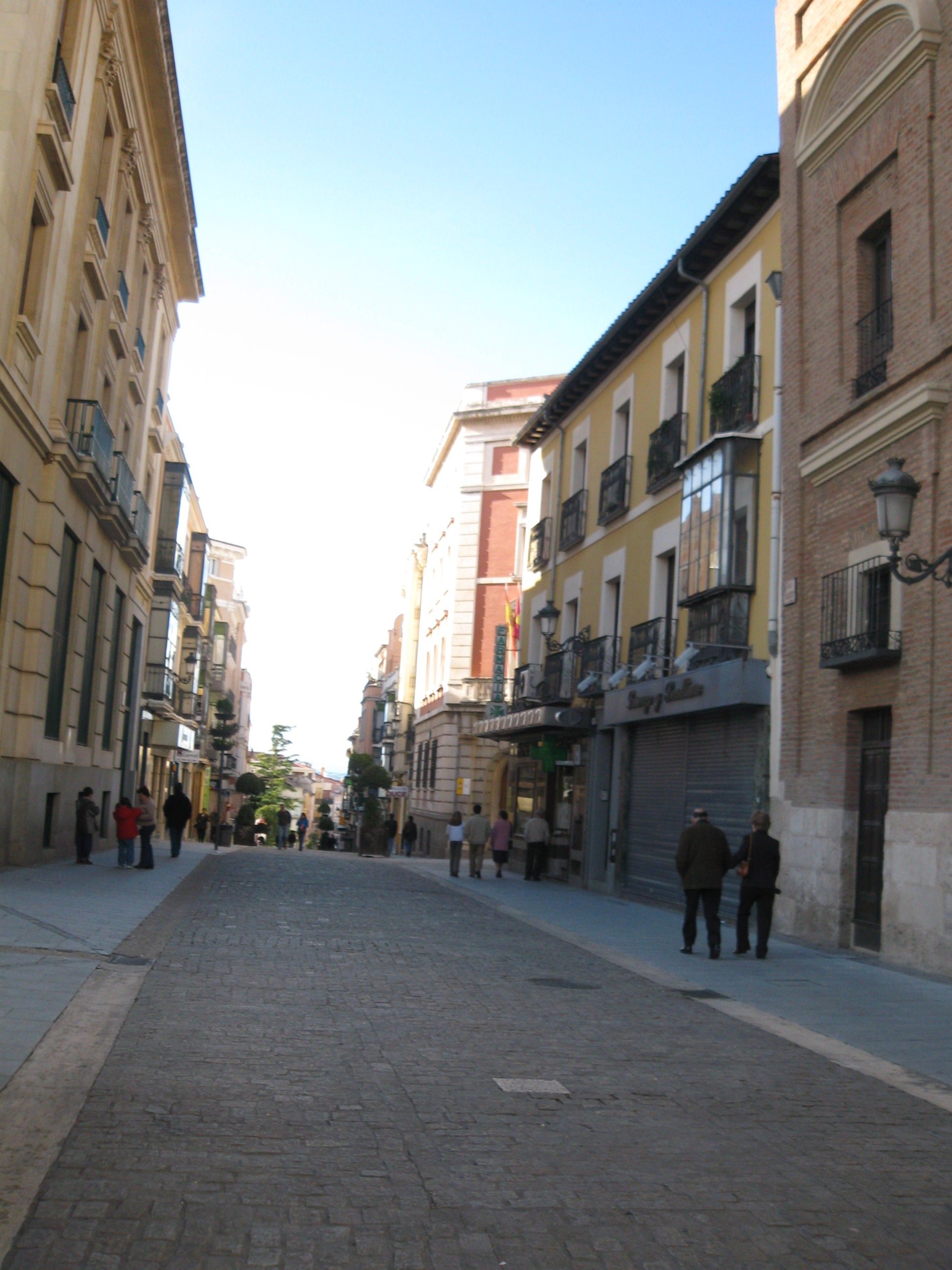
商業や金融の中心地であるマジョール通り

スペインで最も工業化が進んだエナーレス回廊に位置している。古くから商業の街だったが、1970年代以降にはマドリードの人口が拡大し、マドリード都市圏（首都圏）が郊外に膨張したことで、グアダラハラの工業都市化やマドリードのベッドタウン化が進んだ。両都市間の交通事情は飛躍的に改善され、そのことによってますます工業化が進んだ。それ以降グアダラハラの経済はマドリードに従属することとなった。
経済の成長は重工業中心のエナーレス工業団地と軽工業主体のエル・バルコンシージョ工業団地という2つの工業団地の建設によってもたらされた。この2つに新たに運輸・物流、オフィスビルを集積したビジネスパーク、ハイテク産業などを集積するルイセニョール工業団地が加わる予定になっている。

## 観光
エナーレス川にかかる橋は、ローマ人によって築かれたものである。ほかに多くの教会やインファンタード宮殿のような歴史的建造物がある。
メキシコの都市グアダラハラは、グアダラハラ生まれのヌーニョ・ベルトラン・デ・グスマンによって築かれた。
- インファンタード宮殿
- アスンション・デ・ウサーノス教会
- アルカサル

## 姉妹都市
グアダラハラは7つの姉妹都市を有する。
- リヴォルノ、イタリア、1979年
- ロアンヌ、フランス、1980年
- パルマ、イタリア、1982年
- グアダラハラ、メキシコ、1982年
- ニトラ、スロバキア、1988年
- ナニートン、イギリス、1990年
- ブーガ（スペイン語版）、コロンビア、1996年